# 喙吻鰻
喙吻鰻（学名：Avocettina infans），為輻鰭魚綱鰻鱺目線鰻科的一個種。

## 分布
本魚分布全球南緯15°以北之熱帶區到北半球之溫帶區之間的海域。

## 特徵
側線具一列大型孔；尾鰭不向後呈絲狀延長。背鰭起點在胸鰭基部之上。脊椎骨少於200個；臀鰭起點遠在胸鰭基之後。雄性成熟期有兩頷縮短之變態行為。體長可達74.5cm。

## 生態
深海性魚類，棲息在50~4571m之深水層中。為小型魚類。

## 經濟利用
量少，並無經濟利用價值。